# David Antón Guijarro
Pour les articles homonymes, voir Guijarro.
David Antón Guijarro est un joueur d'échecs espagnol né le 23 juin 1995 à Murcie. Grand maître international depuis 2013, il a remporté la médaille d'argent au championnat d'Europe 2014 et partagé la première place du festival d'échecs de Gibraltar en 2017.
Au 1er décembre 2020, David Antón Guijarro est le no 2 espagnol et le 60e joueur mondial avec un classement Elo de 2 675 points.

## Carrière aux échecs
David Antón Guijarro a remporté la médaille de bronze au championnat d'Europe des moins de 16 ans en 2012, la médaille d'argent au championnat du monde des moins de 18 ans en 2013 et la médaille d'argent au championnat d'Europe d'échecs individuel en 2014, ce qui le qualifiait pour la coupe du monde d'échecs 2015 à Bakou où il fut éliminé au premier tour par Liviu-Dieter Nisipeanu.
En janvier-février 2017, David Antón Guijarro finit premier ex æquo du festival d'échecs de Gibraltar, mais est battu lors des matchs de départage par Hikaru Nakamura.
Lors de la Coupe du monde d'échecs 2017 à Tbilissi, il fut éliminé au premier tour par Jóhann Hjartarson après départages en blitz.
Il finit deuxième du mémorial Capablanca en mai 2019 (victoire de Vassili Ivantchouk) et troisième ex æquo (sixième au départage) du championnat d'Europe individuel de 2019, ce qui le qualifie pour la Coupe du monde d'échecs 2019 à Batoumi où il bat Narayanan au premier tour puis est battu par Wei Yi au deuxième tour.
| Année | Lieu            | Résultat      | Ultime adversaire      | Adversaires battus       |
| ----- | --------------- | ------------- | ---------------------- | ------------------------ |
| 2015  | Bakou           | premier tour  | Liviu-Dieter Nisipeanu |                          |
| 2017  | Tbilissi        | premier tour  | Jóhann Hjartarson      |                          |
| 2019  | Khanty-Mansiïsk | deuxième tour | Wei Yi                 | Sunilduth Lyna Narayanan |
| 2021  | Sotchi          | deuxième tour | Pouya Idani            | (exempt au 1er tour)     |
| 2023  | Bakou           | deuxième tour | Abdulla Gadimbayli     | (exempt au 1er tour)     |

En novembre 2019, il finit cinquième du tournoi Grand Suisse FIDE chess.com devant le champion du monde Magnus Carlsen (sixième).
En septembre 2020, il remporte le championnat d'Espagne d'échecs au départage devant Jaime Santos Latasa.

## Compétitions par équipe
David Antón Guijarro a représenté l'Espagne lors de l'olympiade d'échecs de 2014 (il jouait au deuxième échiquier et marqua cinq points sur dix).
En 2016, il jouait au troisième échiquier et marqua 7 points sur 11. En 2018, à Batoumi, il joua au premier échiquier de l'Équipe d'Espagne et marqua 7,5 points sur 11.